# Alfred Sisley
Alfred Sisley (Paris, 30 de outubro de 1839 — Moret-sur-Loing, 29 de janeiro de 1899) foi um pintor francês de ascendência e nacionalidade britânica.
Sisley nasceu em Paris, filho de pais ingleses, tendo estudado comércio em Londres, (1857-1861) para continuar o trabalho de seu pai, diretor de uma empresa de exportação de flores artificiais para a América do Sul. Porém em vez de estudar passava o tempo visitando museus e copiando esboços de Constable, Turner e Bonington. Quando voltou a Paris conseguiu autorização dos pais para entrar para a escola de Gleyre. No ateliê de Paris, Sisley conheceu Renoir, Bazille e Monet, com os quais passava horas pintando no bosque de Fontainebleau. Em 1877 participou da terceira exposição do grupo impressionista. Junto com Camille Pissarro, Sisley foi um dos mais representativos paisagistas do impressionismo, sendo considerado também um dos pintores da escola de Barbizon.
Seus primeiros quadros revelaram uma certa influência da obra de Jean-Baptiste Camille Corot, mas pouco a pouco começou a se diferenciar dele, dando mais importância à cor do que à forma. Dono de uma capacidade surpreendente de observação, Sisley era capaz de captar os matizes mais sutis da luz, habilidade que demonstra em seus quadros das estações do ano.
Também é muito singular o modo como consegue homogeneizar água, terra e céu, inundando suas paisagens de uma paz transcendental. O galerista Durand-Ruel expôs seus quadros, sem sucesso, em Paris. Mais tarde, em 1890, Sisley foi indicado como acadêmico da Sociedade Nacional de Belas-Artes, onde expôs suas obras pela última vez, no ano de 1898.

## Biografia

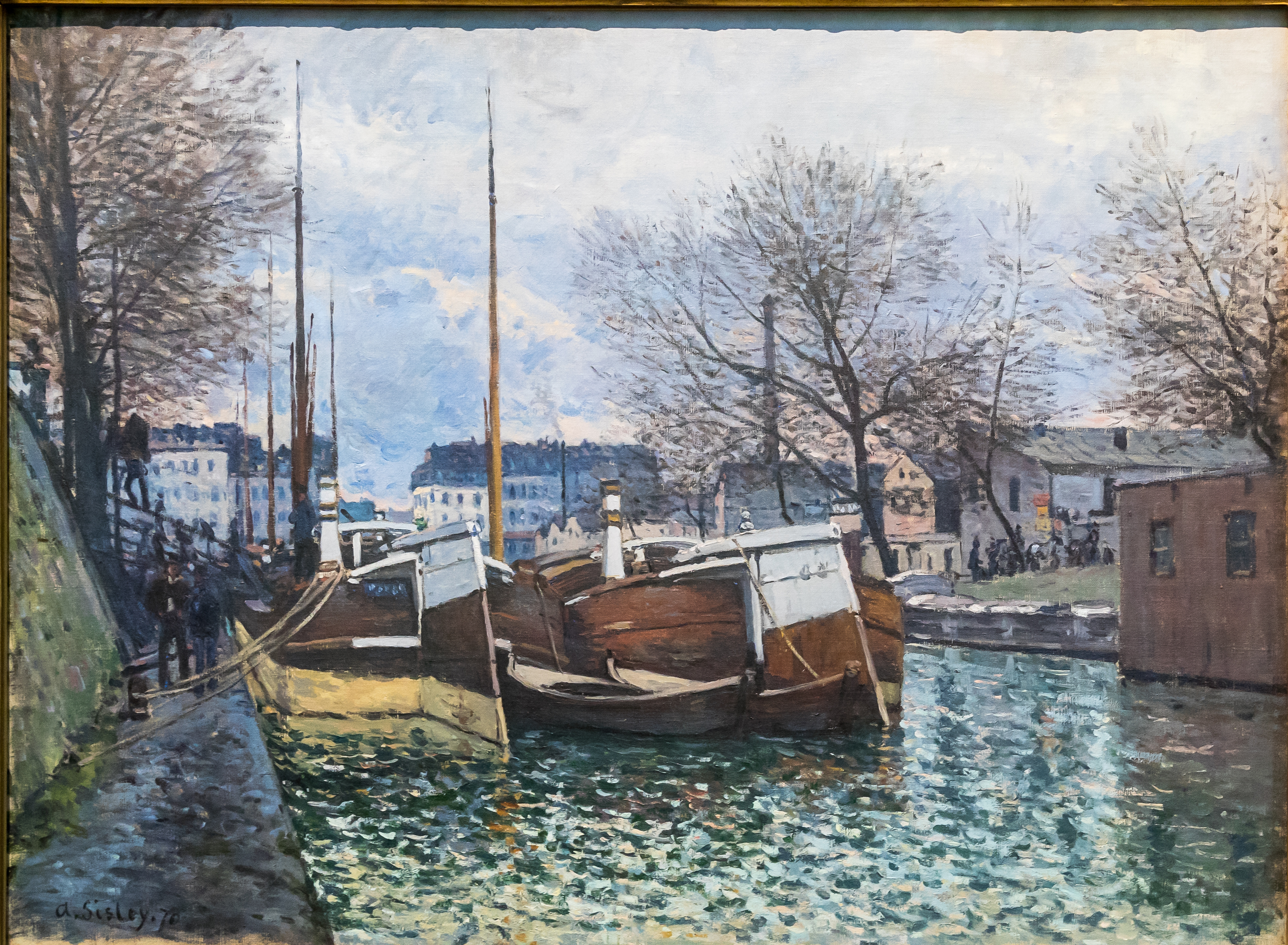
"O canal Saint-Martin em Paris", obra de 1870

A família de Sisley proveniente de Manchester morava em Paris quando Alfred Sisley nasceu. O pai, William, exportava flores artificiais para a América do Sul. A mãe, Felicia Sell, era de uma família inglesa culta. O pai estimulava Alfred Sisley a se interessar pelo comércio, razão pela qual o mandou para Londres estudar.
Entre 1857 e 1861, Sisley ficou em Londres para aprender sobre comércio mas também frequentou vários museus na capital inglesa. Quando retornou a Paris trocou o comércio pela pintura matriculando-se no ateliê de Gabriel Gleyre, onde conheceu outros pintores como Frédéric Bazille, Claude Monet e Renoir.
Em 1863, Sisley abandonou o ateliê de Gleyre. Tempos depois ele e  seus novos amigos foram pintar na floresta de Fontainebleau, pintar ao ar livre e aperfeiçoar o uso de efeito da luz do sol. 

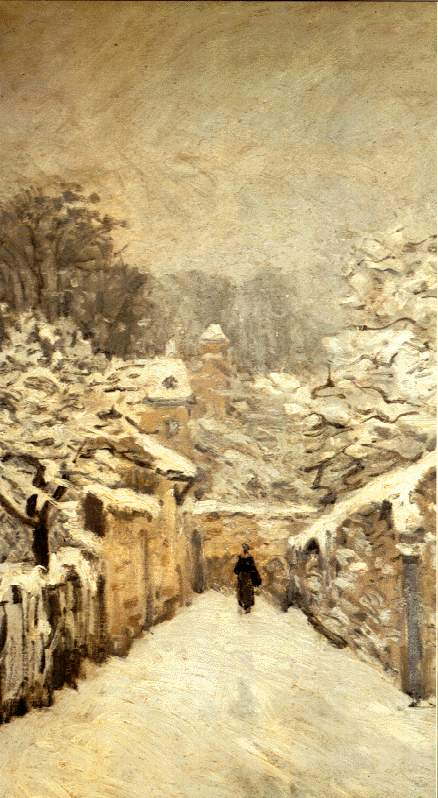
"Neve em Louveciennes", obra de 1878

Até praticamente 1870, Sisley pintava com tons escuros a partir de então suas cores se tornam mais vivas e mais claras adotando mais as técnicas impressionistas. Iniciou uma série de obras pintadas à margem dos rios, tema constante de suas obras.
O pai foi a falência com o final da guerra franco prussiana e morreu pouco tempo depois. Com a falência do pai, Sisley teve de passar a viver com o próprio trabalho já que o pai lhe ajudava financeiramente evitando até então de passar dificuldades. Durante a comuna de Paris, ele refugiou-se com a família em Voisin-Louveceiennes, aldeia próxima a Paris.
Em 1872, Sisley conheceu o marchand Paul Durand-Ruel que investia seu dinheiro em obras impressionistas. Em 1874, Sisley expôs cinco telas na exposição independente ao Salão Oficial de Paris, mas não vendeu nenhuma tela, aliás a exposição foi um fracasso. No ano seguinte, assim como os outros pintores impressionistas, Sisley passava por dificuldades financeiras por isso resolveram fazer uma nova exposição onde conseguiu vender algumas telas por pouco dinheiro. Mesmo assim ainda fizeram a segunda e terceira exposição indepentente sem muito sucesso também, Sisley novamente não vendeu nenhuma tela.
Em 1877, Sisley mudou-se para Sèvres onde pintou a aldeia em várias telas. Dois anos depois foi rejeitado no salão oficial e acabou se mudando para Veneux-Nadon. No ano seguinte mudou-se para uma casa perto da floresta de Fontainebleu. Ano após ano sua situação financeira piorava. Procurou ajuda do marchand Durand que em 1883 promoveu-lhe uma exposição que foi um fracasso. Pouco tempo depois mudou-se para Sablons. Cinco anos mais tarde voltou a morar em Moret-sur-Loing. 

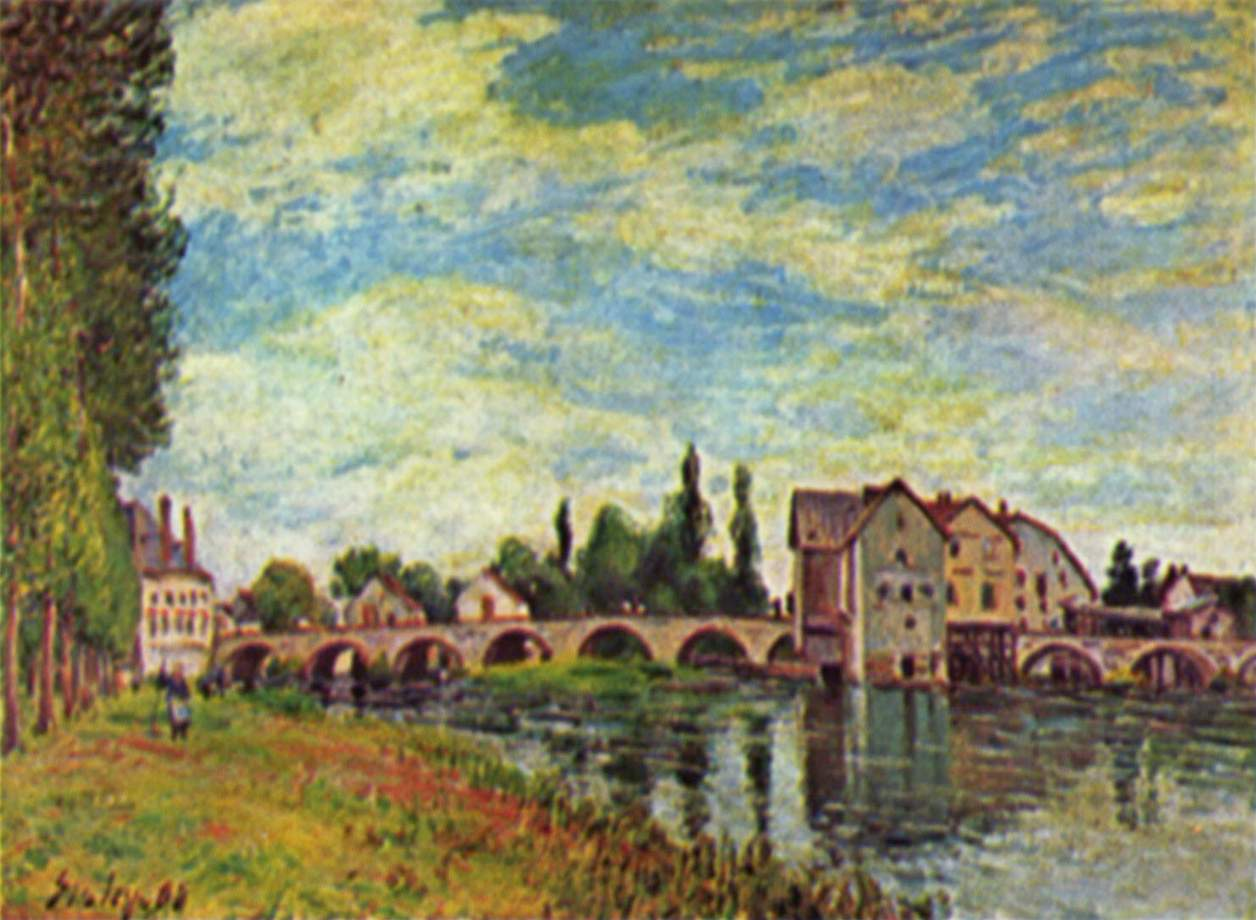
"A ponte e os Moinhos de Moret", obra de 1888

Foi só no ano de 1890 que Sisley pode receber um pouco de reconhecimento por seu trabalho ao participar da exposição promovida pela Sociedade Nacional de Belas Artes.
Em 1897, George Petit, um marchand, promoveu uma exposição completa de Sisley, não vendeu nenhum quadro.

## Morte
Em 1898, Eugenie Lescouezec, esposa dele, morreu em 8 de outubro. Alfred Sisley morreu alguns meses depois, em 29 de janeiro de 1899 sem o reconhecimento merecido em vida.